# Medvědská hornatina
Medvědská hornatina (pol. Masyw Orlíka, niem. Bärenfang-Bergland) – mikroregion wchodzący w skład pasma górskiego Wysokiego Jesionika (cz. Hrubý Jeseník), w północno-wschodnich Czechach, w Sudetach Wschodnich, na Śląsku. Graniczy od zachodu, północy i północnego wschodu z Górami Opawskimi (cz. Zlatohorská vrchovina), od południowego wschodu z Niskim Jesionikiem (cz. Nízký Jeseník) a od południowego zachodu z Masywem Pradziada (cz. Pradědská hornatina).

## Charakterystyka

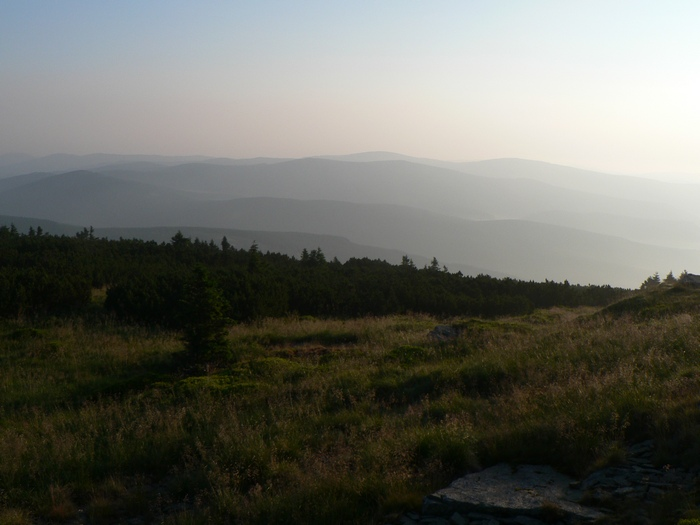
Widok z góry Pradziad na Masyw Orlíka (2010 rok)

Jest to jeden z trzech mikroregionów pasma Wysokiego Jesionika o średniej wysokości 815 m n.p.m. z najwyższym szczytem Medvědí vrch. Od Masywu Pradziada oddzielają go przełęcze: Videlské sedlo, Kóta i Hvězda, a od Gór Opawskich przełęcz Rejvíz .
Masyw Orlíka składa się z dwóch głównych ramion (grzbietów) :
- północnego, łukowatego grzbietu głównego góry Medvědí vrch, ciągnącego się od góry Zámecký vrch (1) do góry Na Vyhlídce (1)
- południowego, łukowatego grzbietu góry Vysoká hora, ciągnącego się od góry Zámecký vrch (2) do góry Nad rychtou

Ponadto z czterech ramieni bocznych :
- łukowatego grzbietu góry Dlouhá hora, ciągnącego się od przełęczy Kristovo loučení do przełęczy Rejvíz
- grzbietu góry Žárový vrch, ciągnącego się od góry Zámecká hora do przełęczy Kóta
- grzbietu góry Jelení loučky, ciągnącego się od góry Jelení kameny do góry Kamenec (3)
- grzbietu góry Lysý vrch, ciągnącego się od góry Mrazový vrch do góry Nad Borovým

## Budowa geologiczna
Pod względem geologicznym Masyw Orlíka zbudowany jest ze skał metamorficznych, głównie: gnejsów, ortognejsów, paragnejsów, migmatytów, łupków łyszczykowych, amfibolitów, kwarcytów, fyllitów, marmurów i in.

## Rzeźba terenu

### Szczyty

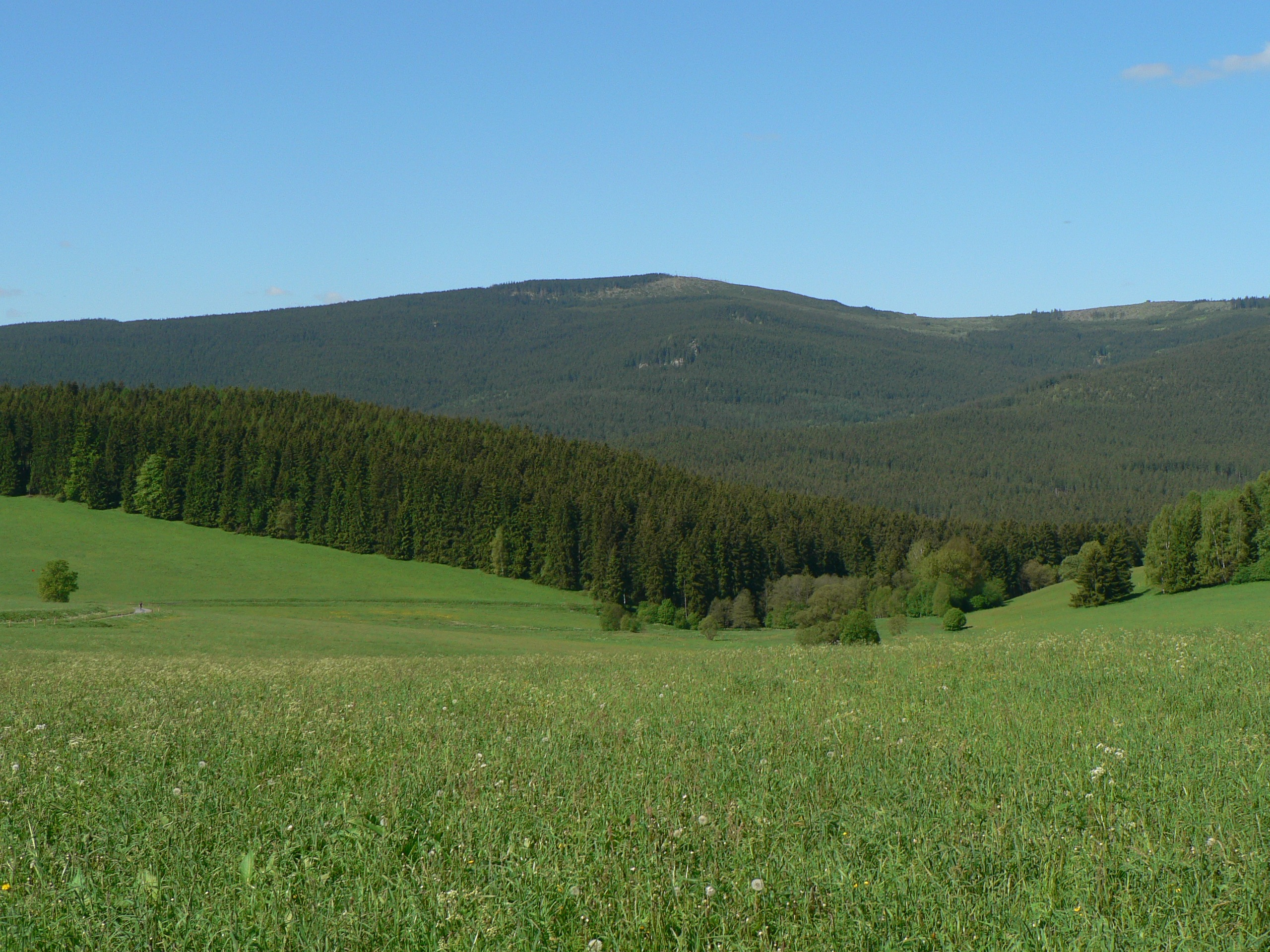
Najwyższy szczyt Masywu Orlíka Medvědí vrch (2010 rok)

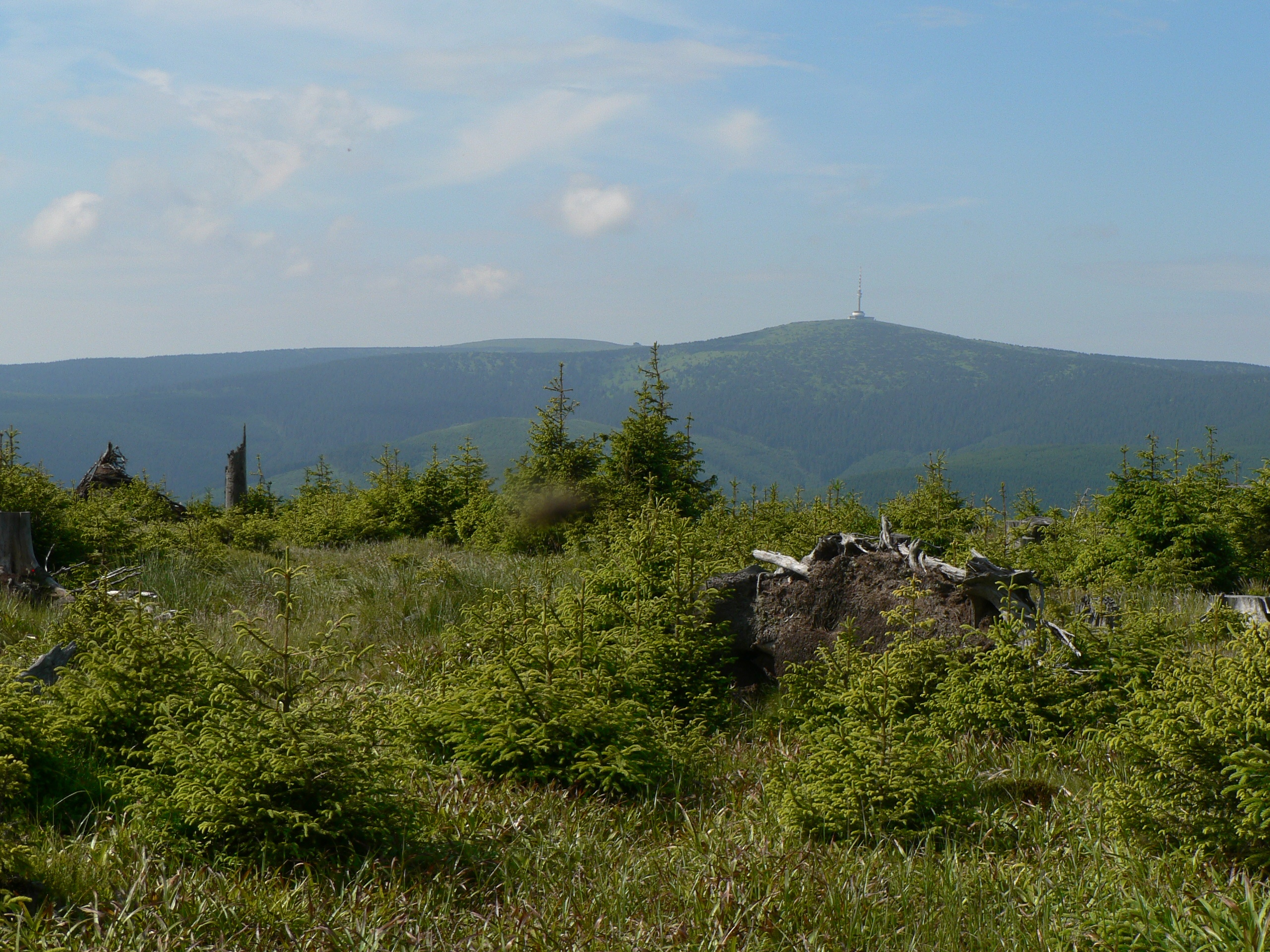
Widok ze szczytu góry Jelení loučky na górę Pradziad (2010 rok)

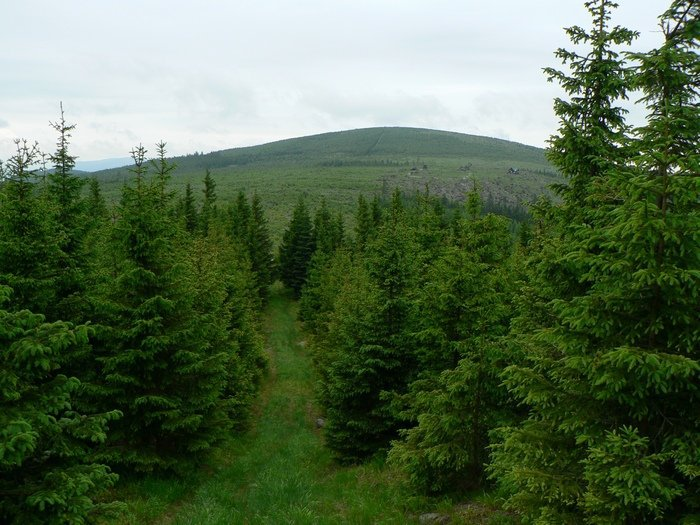
Widok z góry Medvědí vrch na górę Orlík (2010 rok)

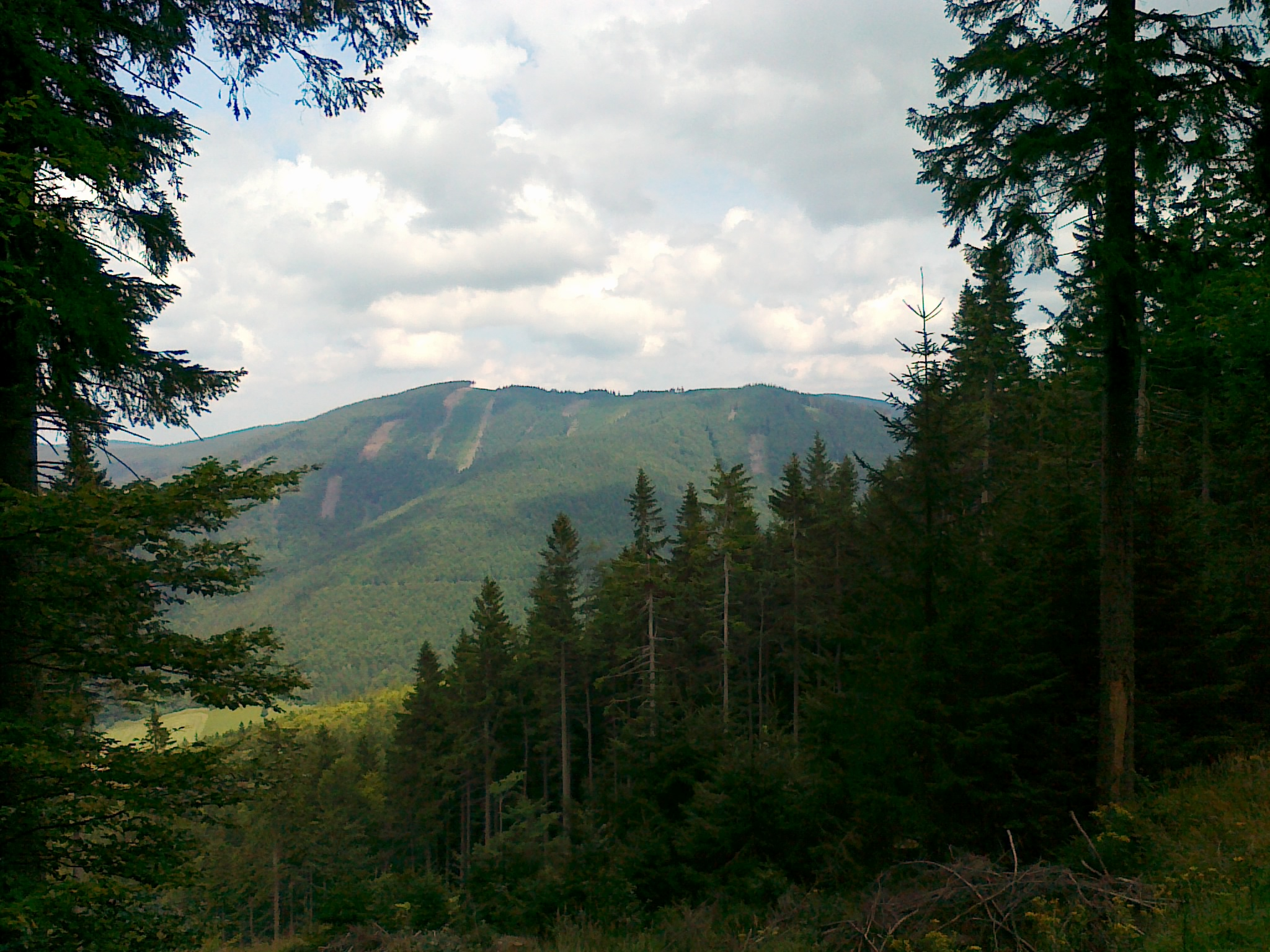
Widok ze szlaku rowerowego na górę Lysý vrch (2012 rok)

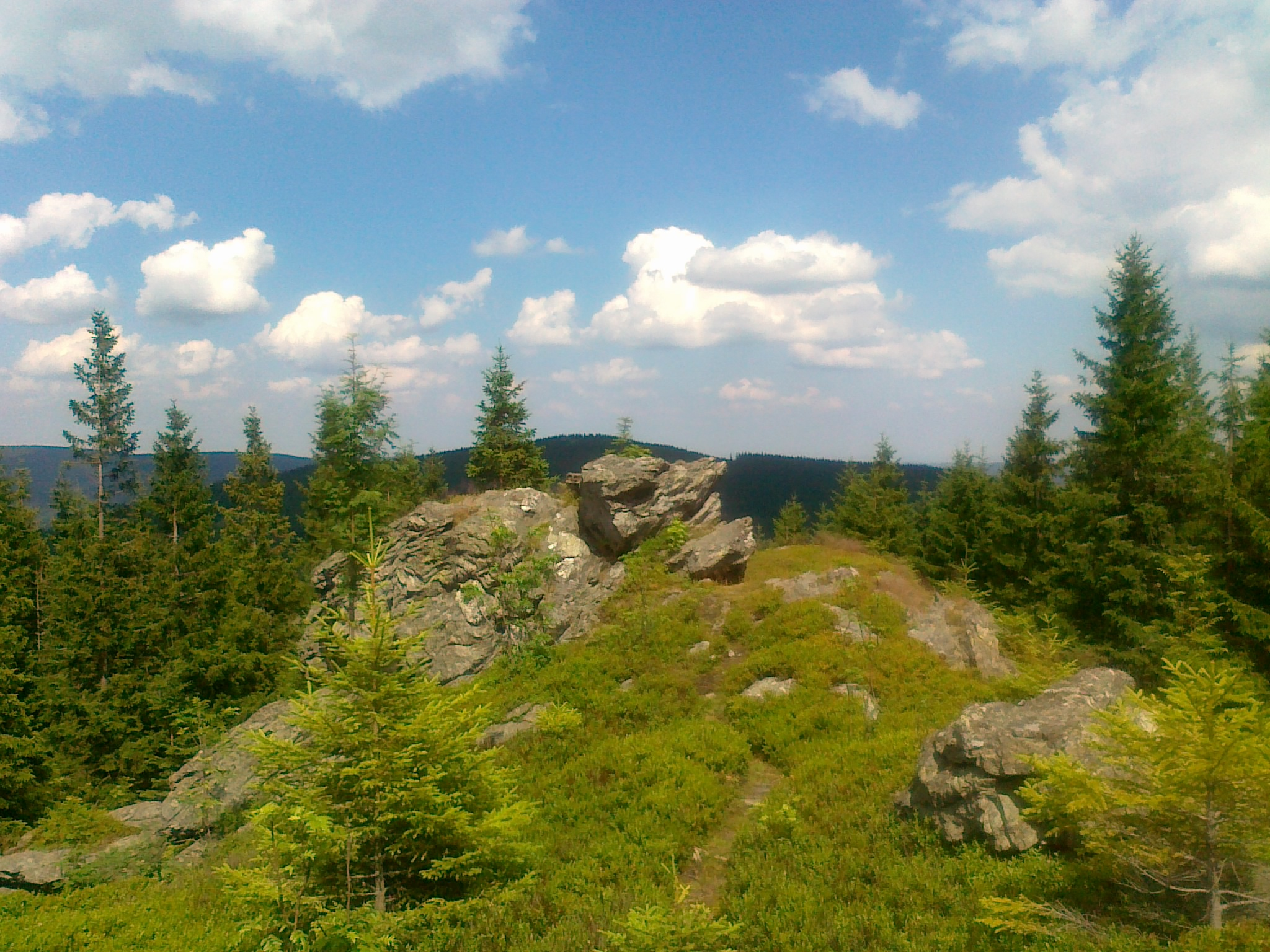
Widok na szczytowe skalisko góry Lyra, w dali szczyt Žárový vrch (2014 rok)

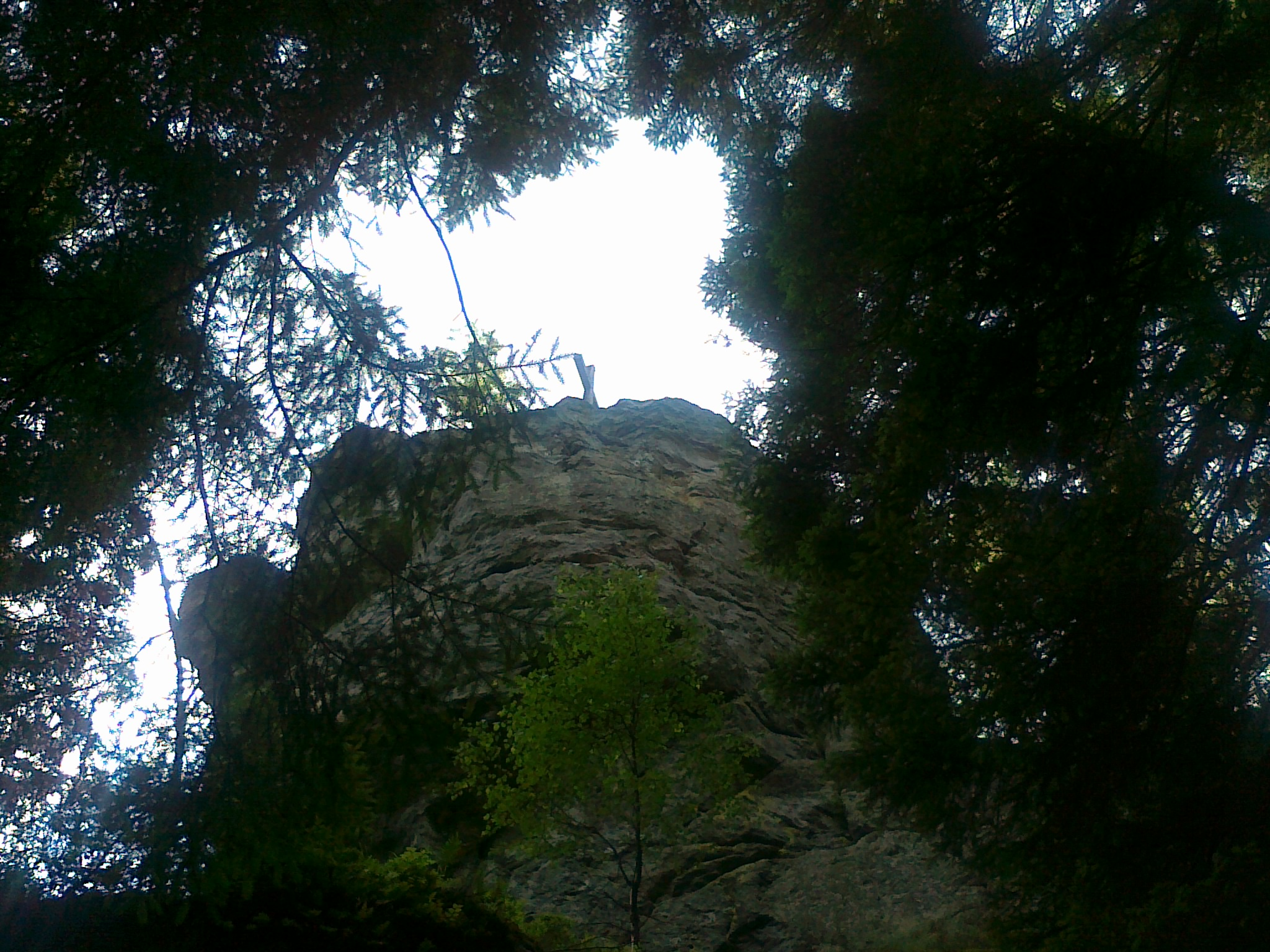
Formacja skalna Rolandův kámen z widocznym krzyżem na jej szczycie (2014 rok)

W Masywie Orlíka znajduje się 150 określonych i nazwanych szczytów, w tym 37 o wysokości powyżej 1000 m n.p.m. .
| Lp. | Szczyt                | Wysokość m n.p.m. |
| 1   | Medvědí vrch          | 1216              |
| 2   | Jelení loučky         | 1205              |
| 3   | Orlík                 | 1204              |
| 4   | Černý vrch            | 1203              |
| 5   | Medvědí vrch – JV     | 1195              |
| 6   | Orlík – JV            | 1138              |
| 7   | Lysý vrch             | 1128              |
| 8   | Medvědí louka         | 1111              |
| 9   | Děrná                 | 1102              |
| 10  | Žárový vrch           | 1101              |
| 11  | Děrná – S             | 1100              |
| 12  | Lyra                  | 1099              |
| 13  | Lysý vrch – J         | 1097              |
| 14  | Lyra – J              | 1097              |
| 15  | Karliny kameny        | 1091              |
| 16  | Osikový vrch          | 1079              |
| 17  | Ztracený vrch         | 1078              |
| 18  | Slatina               | 1075              |
| 19  | Dlouhá                | 1056              |
| 20  | Orlík – SZ            | 1056              |
| 21  | Orlík – Z             | 1051              |
| 22  | Velké Bradlo          | 1051              |
| 23  | Žárový vrch – SZ      | 1047              |
| 24  | Stará hora            | 1045              |
| 25  | Žárový vrch – SV      | 1045              |
| 26  | Malé Bradlo           | 1044              |
| 27  | Velké Bradlo – Z      | 1041              |
| 28  | Pytlák                | 1040              |
| 29  | Velké Bradlo – ZSZ    | 1038              |
| 30  | Vysoká hora           | 1031              |
| 31  | Plošina               | 1027              |
| 32  | Srnčí vrch            | 1027              |
| 33  | Ostruha               | 1023              |
| 34  | Ostruha – JV          | 1022              |
| 35  | Loupežník             | 1020              |
| 36  | Žárový vrch – JZ      | 1012              |
| 37  | Zaječí hora           | 1012              |
| 38  | Velké Bradlo – SZ     | 991               |
| 39  | Kamzičí skála (1)     | 989               |
| 40  | Hřib                  | 987               |
| 41  | Mrazový vrch          | 982               |
| 42  | Na vyhlídce (1) – JV  | 979               |
| 43  | Na vyhlídce (1)       | 977               |
| 44  | Na vyhlídce (1) – S   | 967               |
| 45  | Ovčí vrch (1)         | 967               |
| 46  | Sokolí skály          | 963               |
| 47  | Hřeben                | 961               |
| 48  | Bučina                | 959               |
| 49  | Hřeben – Z            | 950               |
| 50  | Suchý vrch            | 944               |
| 51  | Rolandův kámen        | 936               |
| 52  | Zámecký vrch (1)      | 934               |
| 53  | Skály (1)             | 933               |
| 54  | Jelení kameny         | 933               |
| 55  | Zlatá stráň           | 928               |
| 56  | Kazatelny             | 926               |
| 57  | Dřevina               | 922               |
| 58  | Javůrka               | 922               |
| 59  | Dlouhá hora           | 917               |
| 60  | Zlatá stráň – V       | 915               |
| 61  | Kamzičí skála (2)     | 912               |
| 62  | Pod Vysokou           | 908               |
| 63  | Skalnatý vrch         | 903               |
| 64  | Klanke                | 900               |
| 65  | Rovný vrch            | 899               |
| 66  | Hřeben – JV           | 899               |
| 67  | Zadní plošina         | 896               |
| 68  | Prostřední skála      | 894               |
| 69  | Kazatelny – SV        | 892               |
| 70  | Prostřední skála – J  | 889               |
| 71  | Zlatá stráň – JV      | 888               |
| 72  | Prostřední skála – JZ | 883               |
| 73  | Hřeben – J            | 877               |
| 74  | Kopřivový vrch        | 876               |
| 75  | Přední Jestřábí       | 868               |

| Lp. | Szczyt               | Wysokość m n.p.m. |
| 76  | Hvězda               | 865               |
| 77  | Anenský vrch         | 861               |
| 78  | Železný vrch         | 860               |
| 79  | Zámecká hora         | 854               |
| 80  | Na vyhlídce (2)      | 847               |
| 81  | Anenský vrch – SZ    | 844               |
| 82  | Šindelná             | 842               |
| 83  | Přední Jestřábí – JZ | 842               |
| 84  | Nad maštalí          | 841               |
| 85  | Kopřivový vrch – JZ  | 841               |
| 86  | Kopřivník            | 837               |
| 87  | Solná                | 836               |
| 88  | Kopřivník – SZ       | 834               |
| 89  | Šindelná – J         | 832               |
| 90  | Kopřivník – SV       | 831               |
| 91  | Kopřivový vrch – J   | 829               |
| 92  | Výří kameny          | 829               |
| 93  | Čertova hora         | 825               |
| 94  | Čerťák               | 825               |
| 95  | Šindelná – JV        | 822               |
| 96  | Ranná                | 818               |
| 97  | Ranná – SZ           | 817               |
| 98  | Vysoká hora – V      | 817               |
| 99  | Kopřivník – S        | 816               |
| 100 | Hrbek                | 815               |
| 101 | Rovný vrch – JV      | 815               |
| 102 | Šindelná – V         | 814               |
| 103 | Skalnatá             | 811               |
| 104 | Železný vrch – J     | 811               |
| 105 | Čertova hora – J     | 809               |
| 106 | Železný vrch – Z     | 806               |
| 107 | Pytlák – JZ          | 800               |
| 108 | Skalisko             | 797               |
| 109 | Bělská stráň         | 797               |
| 110 | Čertova hora – S     | 795               |
| 111 | Kamenec (3)          | 794               |
| 112 | Bučín                | 793               |
| 113 | Čertova hora – SV    | 793               |
| 114 | Hrbek – S            | 789               |
| 115 | Žárnice              | 782               |
| 116 | Žárnice – JV         | 781               |
| 117 | Čertův vrch          | 780               |
| 118 | Hrbek – J            | 779               |
| 119 | Medvědí skály        | 772               |
| 120 | Pastvina             | 767               |
| 121 | Brdo                 | 767               |
| 122 | Skalisko – J         | 766               |
| 123 | Brantloch            | 765               |
| 124 | Nad rychtou          | 763               |
| 125 | Pastvina – SV        | 759               |
| 126 | Za šestkou           | 758               |
| 127 | Brdo – SZ            | 755               |
| 128 | U pramenů            | 755               |
| 129 | Halda                | 754               |
| 130 | Nad Podlesím         | 752               |
| 131 | Pod Suchým vrchem    | 751               |
| 132 | Za šestkou – SV      | 748               |
| 133 | Strážná              | 747               |
| 134 | Brdo – Z             | 742               |
| 135 | Velká seč            | 740               |
| 136 | Strážiště            | 738               |
| 137 | Šumná                | 720               |
| 138 | Šumná – JV           | 720               |
| 139 | Nad tratěmi          | 717               |
| 140 | Stříbrný kopec       | 706               |
| 141 | Zámecký vrch (2)     | 705               |
| 142 | Nad Borovým          | 697               |
| 143 | Vavřinec – JV        | 679               |
| 144 | Za vodojemem         | 675               |
| 145 | Za vodojemem – V     | 674               |
| 146 | Zámecký vrch (2) – V | 669               |
| 147 | Vavřinec             | 643               |
| 148 | Freudenstein         | 614               |
| 149 | Skalka               | 597               |
| 150 | Vavřinec – Z         | 563               |

### Przełęcze

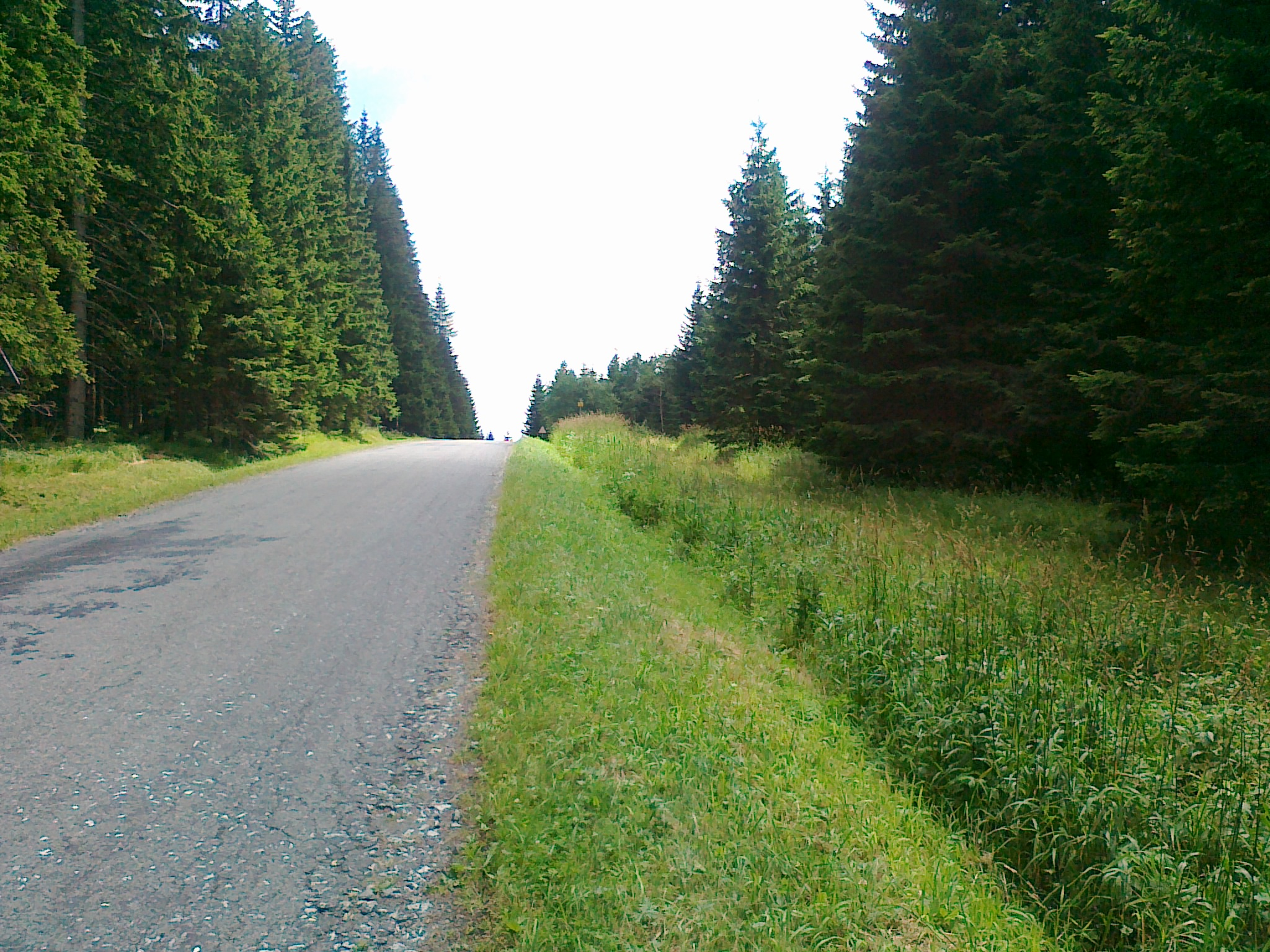
Widok na przełęcz Kóta (2013 rok)

Najwyższą przełęczą Masywu Orlíka jest niewielka, słabo ukształtowana przełęcz pomiędzy szczytami gór Medvědí vrch i Medvědí vrch – JV położona na wysokości 1187 m n.p.m. 
| Ważniejsze przełęcze Masywu Orlíka |                                      |                   |
| Lp.                                | Przełęcz                             | Wysokość m n.p.m. |
| 1                                  | Orlík                                | 1098              |
| 2                                  | Kristovo loučení                     | 1044              |
| 3                                  | Kóta                                 | 1003              |
| 4                                  | U ztraceného                         | 1001              |
| 5                                  | Zvuk                                 | 993               |
| 6                                  | Na rozhraní                          | 987               |
| 7                                  | Videlské sedlo (Sedlo Videlský Kříž) | 930               |
| 8                                  | Zadní Jestřábí                       | 900               |
| 9                                  | Hvězda                               | 860               |
| 10                                 | Malá hvězda                          | 853               |
| 11                                 | Sedlo pod Zámeckou horou             | 786               |
| 12                                 | Ranná                                | 780               |
| 13                                 | Rejvíz                               | 770               |

## Wody
Grzbiet główny (grzebień) góry Pradziad (Masywu Pradziada), biegnący od przełęczy Skřítek do przełęczy Červenohorské sedlo jest częścią granicy Wielkiego Europejskiego Działu Wodnego, dzielącej zlewiska Morza Bałtyckiego i Morza Czarnego .
Cały obszar Masywu Orlíka położony jest na północny wschód od tej granicy, a więc znajduje się w zlewisku Morza Bałtyckiego. Trzy główne rzeki Biała Głuchołaska (cz. Bělá), dopływ Nysy Kłodzkiej (cz. Kladská Nisa), Opawa (cz. Opava) i Moravice wpadają do Odry.
Mają tu swoje źródła potoki, z których najważniejsze to: Šumný p., Slučí p., Sokolí p., Rudná, Suchý p., Skalní p., Borový p., Bílý p., Zámecký p. i Černý p.

## Ochrona przyrody

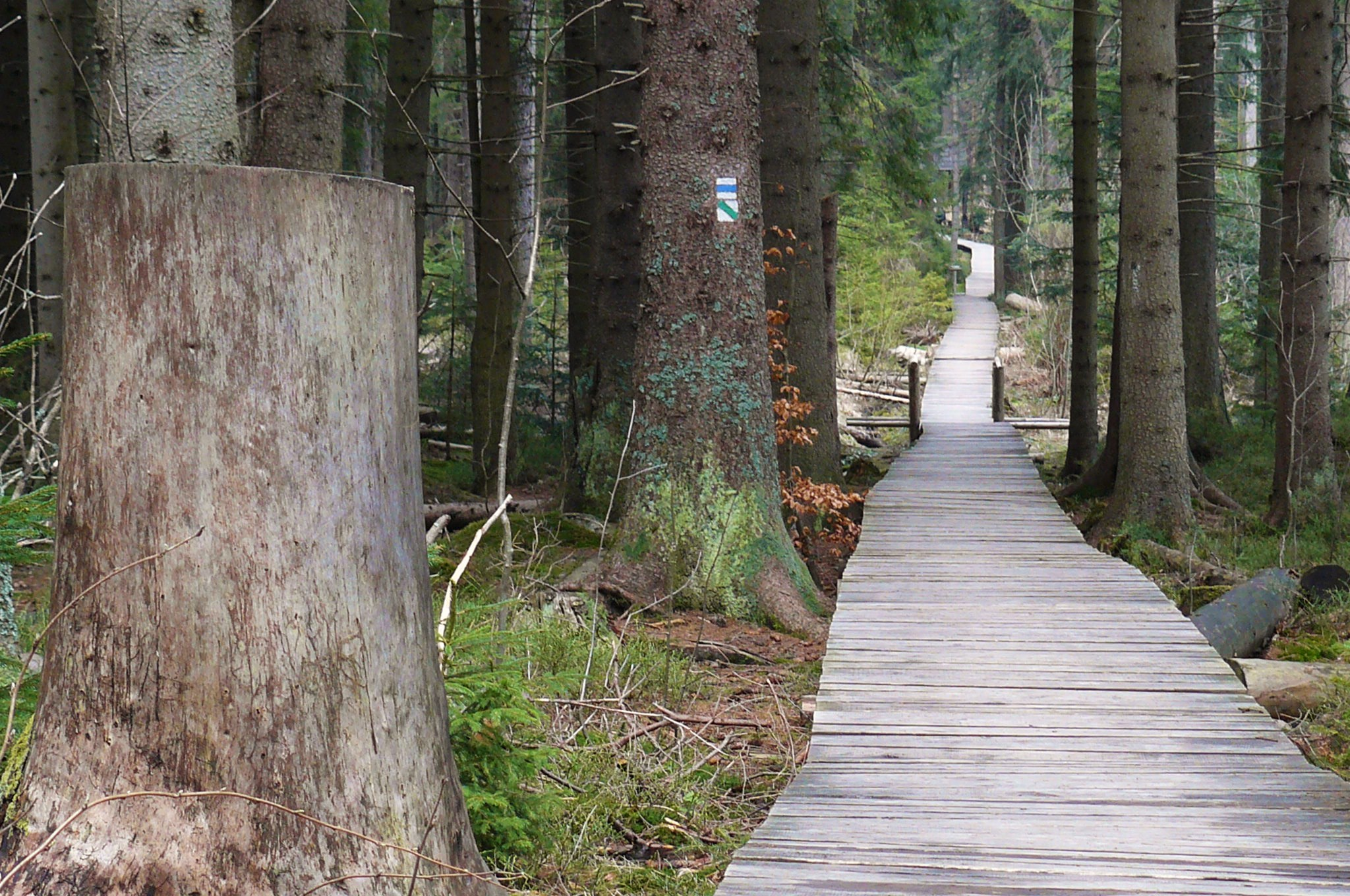
Ścieżka dydaktyczna w narodowym rezerwacie przyrody Rejvíz (2012 rok)

W 1969 roku, w Jesionikach (cz. Jeseníky) wydzielono obszar objęty ochroną o nazwie Obszar Chronionego Krajobrazu Jesioniki (cz. Chráněná krajinná oblast (CHKO) Jeseníky), na którym w granicach Wysokiego Jesionika utworzono 4 narodowe rezerwaty przyrody, 15 rezerwatów przyrody, 1 narodowy pomnik przyrody i 4 pomniki przyrody, w celu ochrony utworów skalnych, ziemnych i roślinnych oraz rzadkich gatunków zwierząt.

### Rezerwaty i pomniki przyrody
W Masywie Orlíka utworzono narodowy rezerwat przyrody, 4 rezerwaty przyrody i pomnik przyrody :
- NRP Rejvíz (329 ha)
- RP Skalní potok (198 ha)
- RP Suchý vrch (49 ha)
- RP Jelení bučina (46 ha)
- RP Borek u Domašova (14 ha)
- PP Morgenland (2 ha)

## Miejscowości

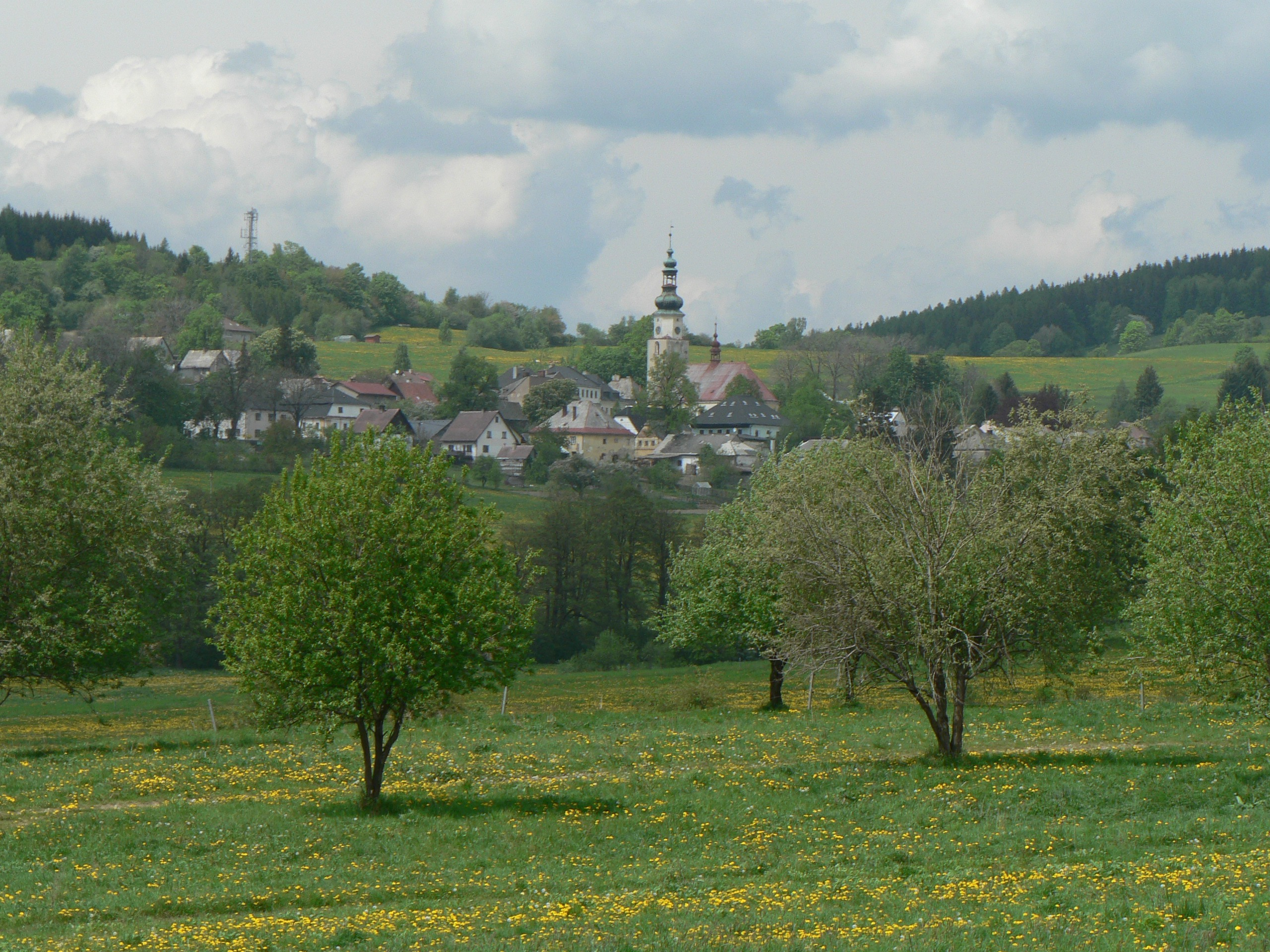
Widok na miejscowość Andělská Hora (2009 rok)

Na obszarze Masywu Orlíka położone są następujące miejscowości :
- Andělská Hora
- Dětřichov (część miejscowości Jesionik (cz. Jeseník))
- Karlova Studánka
- Ludvíkov
- Malá Morávka
- Rudná pod Pradědem
- Vrbno pod Pradědem

## Schroniska i hotele górskie
W Masywie Orlíka nie ma żadnych schronisk turystycznych, natomiast pensjonaty i hotele zlokalizowane są wyłącznie w miejscowościach.
Poza tym na obszarze Masywu Orlíka znajduje się kilkadziesiąt chat rozsianych na stokach gór, jednak nie mają one charakteru typowych schronisk, a zalicza się je do tzw. chat łowieckich.